# Рубин, Соломон
Соломон (Шломо) Рубин (род. 1823, Долина (Восточная Галиция); ум. 1910, Краков) — австрийско-еврейский писатель и переводчик, один из видных деятелей эпохи хаскалы, переводчик и популяризатор Спинозы; рационалист по убеждениям. В своих многочисленных трудах доказывал тесную преемственную связь между культурой евреев и других народностей, и что большинство еврейских преданий и верований заимствованы y других народов.

## Биография и писательская деятельность
Родился в хасидской родовитой семье; родители, готовя сына в раввины, дали ему традиционное религиозное воспитание. Увлёкшись идеями хаскалы, Рубин отказался от предложенного ему поста раввина и поступил (1847) во львовскую «Technische Akademie» (коммерческую школу), затем открыл частную школу в Болехове. Проживая позже в местечке Журавне, где давал уроки немецкого и французского языков, Рубин написал свою первую литературную работу — «Küre Akabisch», направленную против врагов просвещения. Местные ортодоксы, узнав o еретическом содержании рукописи, угрожали ему репрессиями, и Рубин уничтожил рукопись. Своё восторженное отношение к идеалам «хаскалы» ему удалось, однако, вскоре выразить в предисловии к опубликованному им еврейскому переводу философских писем Шиллера («Ben Oni», 1851). Преследуемый за вольнодумство местными хасидами, Рубин покинул Галицию и поселился в Галаце (Румыния), где, работая бухгалтером, отдавал досуг литературе. Он вступил в литературную переписку с И. Реджио и с Карлом Гуцковым, известную драму которого («Уриель Акоста») Рубин издал в еврейском переводе (1855).
Увлекшись философией Спинозы, Рубин посвятил ей свою первую научную работу — «More Nebuchim he-Chadasch» (1857), в которой пытался доказать, что воззрения Спинозы весьма родственны духу чистого иудаизма. Это заявление вызвало протест со стороны С. Д. Луццатто, который считал, что мировоззрение Спинозы диаметрально противоположно мировоззрению иудаизма. Ответом на нападки Луццатто явилась брошюра Рубина «Teschubah Nizzachat» (1859).
В 1859 году Рубин стал заведовать еврейским казённым училищем в Болехове, но вскоре вынужден был снова покинуть родину; он поселился в Остроге (Волынской губернии), где состоял преподавателем в доме местного богача. В это время Рубин принимал деятельное участие в разных еврейских изданиях, где поместил ряд научных исследований.
С переездом в Вену (1865) начинается самый плодотворный период литературной деятельности Рубина. Кроме ряда монографий, помещённых в «Ha-Meliz», «Kochbe Izchak» и др., Рубин перевёл на древнееврейский язык итальянский труд Леоне да Модены ο еврейском ритуале («Schulchan Aruch», 1867, с примечаниями A. Иеллинека), опубликовал на немецком языке книгу «Spinoza und Maimonides» (1869), за которую ему присуждили докторский диплом honoris causa. При активном содействии Рубина Π. Смоленскин основал журнал «Ha-Schachar», в котором Рубин опубликовал принёсшие ему большую известность среди читающей публики восемь научных трудов:
- «Sefer ha-Jobalim» (Книга Юбилеев, 1869);
- «Geon Jehudah wi Jeruschalaim» (ο внутреннем строе и домашнем быте y евреев библейской эпохи, 1870);
- «Maasse Bereschith» (o космогонии y финикиян, 1872);
- «Menachem ha-Babli» (об учении манихейцев и гностиков, 1873);
- «Sod ha-Sefirot» (o символике чисел y разных народов, 1873);
- «Sefer Jezirah» (o камне мудрости, 1874);
- «Mecholat ha-Mawet» (o пляске св. Витта, 1878);
- «Maasse Merkabah» (o пророчестве и ангелологии).

Последующие издания:
- «Berosi ha-kasdi» (об ассириологии, 1882),
- «Maasse Taatuim» (1887, переведена на немецкий язык И. Штерном под заглавием «Geschichte des Aberglaubens», Лейпциг, 1888),
- «Jesod Nistere ha-Akum» (1888, немецкий перевод под заглавием «Heidenthum und Kabbala», 1893),
- «Ez ha-Daat be-Gan-Eden» (сказание o древе познания y древних народов, 1891),

Во всех этих произведениях Рубин вёл борьбу с предрассудками и суевериями. Оперируя обширным научным материалом, Рубин при помощи сравнительного метода настойчиво пытался доказать, что большинство еврейских преданий и верований, окружённых ореолом святости, заимствованы y других народов и между культурой евреев и других народностей существует тесная преемственная связь.
В 1870 году Рубин переехал из Вены в Неаполь, где пробыл два года в качестве преподавателя в доме богатого негоцианта из Каира. В это время он перевёл на немецкий язык «Dialoghi di amore» Иегуды Абрабанеля.
Пробыв затем несколько лет учителем в доме Полякова (этого?) в Таганроге, Рубин в 1878 году снова вернулся в Вену, где в 1885 году опубликовал вызвавший сенсацию древнееврейский перевод «Этики» Спинозы («Cheker Eloah»), снабжённый обширным предисловием и многочисленными примечаниями.
Рубин также издал :
- «Hegjone Spinoza»,
- «Halazot Luzian»,
- «Jalkut Schelomoh»,
- «Segulot Baale ha-Chajim»,
- «Segulot ha-Zemachim»,
- «Agadah und Kabbalah» (на немецком языке) и множество других.

Многие рукописи Рубина остались неопубликованными. Последние пятнадцать лет своей жизни провёл в Кракове, где умер в 1910 году.

## Память
После смерти Рубина издательство Тушия приступило к переизданию его избранных произведений.

## Источник
- Рубин, Соломон // Еврейская энциклопедия Брокгауза и Ефрона. — СПб., 1908—1913.